# دیوید زاپلا
دیوید زاپلا (انگلیسی: Davide Zappella؛ زادهٔ ۲۹ آوریل ۱۹۹۸) بازیکن فوتبال اهل ایتالیا است.
از باشگاه‌هایی که در آن بازی کرده‌است می‌توان به باشگاه فوتبال امپولی اشاره کرد.